# Скарга, Василий Петрович
Василий Петрович Скарга — командир миномётного расчёта 24-го гвардейского кавалерийского полка (5-я гвардейская кавалерийская дивизия, 3-й гвардейский кавалерийский корпус, 2-й Белорусский фронт), гвардии старший сержант.

## Биография
Василий Петрович Скарга родился в крестьянской семье в селе Алиновка Россошанского района Воронежской губернии (в настоящее время Россошанский район Воронежской области). Окончил 6 классов школы, работал в колхозе.
В июле 1942 года Михайловским райвоенкоматом Воронежской области был призван в ряды Красной армии. С того же времени на фронтах Великой Отечественной войны.
В боях в Гродненском районе возле деревни Ящебна 20—25 июля 1944 года гвардии старший сержант Скарга с расчётом уничтожил 2 пулемёта и до взвода солдат противника, чем обеспечил выполнение эскадроном боевой задачи. Приказом по 3-му гвардейскому кавалерийскому корпусу от 6 августа 1944 года он был награждён орденом Славы 3-й степени.
31 января 1945 года в ходе наступательных боёв в районе города Орнета Варминско-Мазурского воеводства гвардии старший сержант Скарга с расчётом уничтожил 3 пулемётных точки противника и свыше 10 солдат.

В наступательных боях 16 февраля 1945 в районе города Конитц (Хойнице в Поморском воеводстве), он командуя расчётом уничтожил 2 пулемёта и свыше 10 солдат противника. Приказом по 2-й Белорусскому фронту от 6 марта 1945 года он был награждён орденом Славы 2-й степени.
В бою на подступах к городу Хинденберг (Восточный Пригниц-Руппин, Линдов (Марк)) гвардии старший сержант Скарга, лично выяснив расположение огневых средств противника, силами своего расчета уничтожил 3 огневые точки и до отделения автоматчиков, чем дал возможность эскадрону выполнить поставленную задачу. 

В тот же день его расчет в районе населённого пункта Цехов в 8 км к западу от Хинденберга уничтожил 2 огневые точки, рассеял и поразил много солдат противника, что позволило авангарду полка захватить аэродром. Указом Президиума Верховного Совета СССР от 29 июня 1945 года он был награждён орденом Славы 1-й степени.
Гвардии старшина Скарга был демобилизован в декабре 1947 года. Окончил школу механизации в городе Грозный, после чего был направлен в город Тихорецк Краснодарского края. Работал мотористом в Тихорецком дорожном ремонтно-строительном управлении.
В 1985 году в ознаменование 40-летия Победы он был награждён орденом Отечественной войны 1-й степени.
Скончался Василий Петрович Скарга 11 сентября 1997 года.